# Fredrika Petersson
Fredrika Ida Petersson (ur. 4 sierpnia 1993) – szwedzka zapaśniczka. Zajęła ósme miejsce na mistrzostwach świata w 2018. Srebrna medalistka mistrzostw Europy w 2014 roku oraz brązowa w 2017. Trzynasta na igrzyskach europejskich w 2015. Ósma w Pucharze świata w 2015. Trzecia w MŚ juniorów w 2013 roku.